# 溪埔
溪埔，是臺灣高雄市大樹區的一個傳統地域名稱，位於該區北端。相較於今日行政區，其範圍大致包括統嶺里、興田里不含西南部、溪埔里、大坑里東北端。

## 歷史
台灣日治初期，溪埔地區為一街庄，稱為「溪埔庄」，隸屬於觀音內里。昔日該庄北與深水庄、磱碡坑庄為鄰，東隔淡水溪（今高屏溪）與三張廍庄、三塊厝庄、九塊厝庄為界，南邊及西邊南段為姑婆藔庄，西邊北段為牛食坑庄、面前埔庄。
1901年（日治明治三十四年）11月，全台設置二十廳，該庄隸屬於鳳山廳。1903年（明治三十六年）6月，該庄編入「姑婆藔區」，隸屬於鳳山廳。1909年（明治四十二年）10月，合併二十廳為十二廳，姑婆藔區改隸屬於臺南廳。1920年（大正九年）10月，廢十二廳改設五州二廳，該庄改制為「溪埔」大字，隸屬於高雄州鳳山郡大樹庄。
戰後大樹庄改制為大樹鄉，隸屬於高雄縣，大字亦改制為村。1950年10月1日，高、屏分治，大樹鄉仍隸屬於高雄縣。2010年12月25日，因高雄縣市合併，大樹鄉改制高雄市大樹區，村亦改制為里。

## 聚落
本地區發展較早的聚落有竹圍仔、圍內、興化廍、興化廍山頂、埔仔厝、溪埔、生仙坑、田藔、蔴竹園、渡舩頭、統嶺坑口、統嶺坑、二邦坑等，在日治期初期的官方地圖上已有記載。

## 交通
國道3號又稱「福爾摩沙高速公路」，是貫穿台灣西部的兩條縱向高速公路之一，經過本地區東北端，並在本地區北部西側邊界外不遠處的國道10號交會口設有燕巢系統交流道（國道10號在本地區北鄰磱碡坑地區境內設有嶺口交流道供東出西入）。由此可快速前往國道3號沿線各地。
省道台22線俗稱「旗楠公路」，是楠梓至高樹的幹道，經過本地區北部邊界地帶。由該道路西行可前往燕巢區南部、大社區西北端、楠梓區，並止於楠梓市區；東行可前往屏東縣九如鄉西北端、里港鄉、高樹鄉，並止於高樹市區的省道台27線轉角路口。
省道台29線是達卡努瓦至林園的幹道，也是楠梓仙溪流域的主要連絡道路，經過本地區麻竹園、田寮、溪埔等聚落。由該道路北行可前往旗山區、杉林區、甲仙區、那瑪夏區，並止於達卡努瓦部落內十字路口；南行可前往大樹區大樹市區、大寮區、林園區，並止於省道台17線路口（雙園大橋橋下）。
市道186甲線是大社至大坑的道路，經過本地區南部邊界地帶的西段。由該道路西行可前往仁武區東北端、大社區，並止於大社市區的市道186號路口；東行可前往本地區南鄰姑婆寮地區的大坑聚落南郊，並止於區道高145線路口。
區道高145線是佛光山至大樹的道路。

## 學校
- 普門高中
- 溪埔國中
- 溪埔國小
- 興田國小

## 宗教
- 佛光山
- 佛光山佛陀紀念館

## 景點
- 高屏溪斜張橋（國道3號高屏溪橋）

## 運動休閒
- 信誼高爾夫球場